# Pusiola straminea
Pusiola straminea är en fjärilsart som beskrevs av George Francis Hampson 1901. Pusiola straminea ingår i släktet Pusiola och familjen björnspinnare. Inga underarter finns listade.